# Mystics de Washington
Pour les articles homonymes, voir Mystic.
Maillots
Actualités
Les Mystics de Washington (en anglais : Washington Mystics, « les Mystiques de Washington ») sont une franchise de la WNBA, la ligue américaine féminine de basket des États-Unis, apparue en 1998. Basée à Washington, elle est liée à la franchise NBA des Wizards de Washington.

## Historique de la franchise
Non qualifiée pour les play-offs de la saison WNBA 2014, la franchise garde un effectif stable autour de sa star Ivory Latta.
Meilleure affluence de 1998 à 2000 et de 2002 à 2004, celle-ci s'érode au fil des années. La moyenne s'établit à 7,838 en 2013, progresse à 8,377 en 2014, puis rechute à 7,710 durant la saison 2015 et moins de 7,000 en 2016, alors-même que la WNBA réalise en 2016 sa meilleure moyenne depuis 2011.
En février 2017, les Mystics réalisent un des rares transferts de la WNBA impliquant une ancienne MVP avec l'arrivée d'Elena Delle Donne.
Après la saison 2018, les Mystics sont transférés à Washington dans le St. Elizabeths East Arena, beaucoup plus petit que l'ancienne arène de l'équipe, le Capital One Arena (4 200 places, contre 20 356).
En 2019, les Mystics remportent leur premier championnat WNBA.
Après plusieurs années sous la direction de Mike et Eric Thibaut, la direction de la franchise les remercie après une saison WNBA 2024 sans playoffs pour la première fois depuis 2021. Le président Michael Winger nomme Jamila Wideman manager général et Sydney Johnson coach.

### Logos

Évolution du logo
Logo de 1998 à 2010.
Logo depuis 2011.

## Palmarès
- Champion WNBA (1) : 2019

## Saison 2021
Les Mystics enregistrent un bilan de 12 victoires pour 20 défaites et manquent de justesse les play-offs, avec 5 revers en 9 rencontres en fin de saison régulière. Tina Charles est la meilleure joueuse de l'équipe avec 23,4 points et 9,6 rebonds par rencontre, mais Elena Delle Donne ne joue que trois rencontres alors qu'Emma Meesseman fait l'impasse sur la saison.

## Saison 2020
Essence Carson commence la saison aux Mystics, mais est laissée libre mi-août. Remerciée au cours de la saison par les Mystics, Shey Peddy  est signée par le Mercury de Phoenix.

## Saison 2018
En juillet 2018, Tayler Hill est transférée aux Wings de Dallas contre l'ailière Aerial Powers. Les Mystics envoient également leur choix du second tour de la draft WNBA 2019 et un droit d'échange entre leurs choix du premier tour.

## Saison 2017
Si les Mystics peuvent toujours compter sur Tayler Hill et Emma Meesseman, ils sont renforcés par l'ancienne MVP Elena Delle Donne, l'agent libre championne en titre Kristi Toliver et la rookie Shatori Walker-Kimbrough. Si la franchise perd Stefanie Dolson, Kia Vaughn, Kahleah Copper et Bria Hartley.

## Saison 2016
Retenue en Europe, Lara Sanders ne commence pas la saison. Fin mai, lea grecque Zoí Dimitrákou voit son contrat rompu. Elle est remplacée par Jamie Weisner.
Après la trêve olympique, les Mystics signent l'internationale turque Lara Sanders. Le 27 août, la franchise annonce la suspension de Tianna Hawkins sur blessure ainsi que la fin de saison de Bria Hartley pour cause de grossesse et son remplacement par l'américano-australienne et ancienne joueuse du Liberty Leilani Mitchell (11,3 points par rencontre et 4,5 passes décisives au tournoi olympique) .

## Saison 2015
En juillet 2015, les Mystics engagent la naturalisée turque LaToya Pringle (Lara Sanders) pour remplacer Kayla Thornton.
Le 16 août, les Mystics remportent une victoire remarquée face au Lynx du Minnesota avec une excellente défense de Tierra Ruffin-Pratt qui maintient la MVP en titre Maya Moore très en dessous de son standard habituel avec 12 points avec seulement 4 tirs réussis sur 15, quatre balles perdues et quatre fautes personnelles. Ce succès est suivi d'un second face aux mêmes Lynx quelques jours plus tard avec Moore limité à 10 points, son plus bas niveau de la saison en cours.

## Effectif 2014
Le jour de la draft 2014, Crystal Langhorne est envoyée au Storm de Seattle contre la rookie Bria Hartley et Tianna Hawkins. Les Mystics rajeunissent leur équipe et réunissant le duo formé aux Huskies (champions NCAA 2013 et 2014) Hartley-Dolson. Les Mystics se classent troisièmes de la Conférence est avec un bilan de 16 victoires pour 18 défaites en saison régulière. Ils sont battus en deux manches lors du premier tour des play-offs (73-78 puis 76-81 OT) par le Fever de l'Indiana.

## Effectif 2012
En décembre 2012, les Mystics engagent Mike Thibault, libéré par le Sun, comme general manager et entraîneur.

## Joueuses célèbres
- Alana Beard
- Chamique Holdsclaw
- Nikki McCray
- Nakia Sanford
- Audrey Sauret
- Nikki Teasley